# ديدان اللثة الخيطية
ديدان اللثة الخيطية هو نوع من أنواع الديدان الخيطية الرخامية الحرة التي تم التعرف عليها وسميت في عام 1954 من قبل ستيفانسكي، وهو طفيلي حيوي من الخيول يغزوا التجويف الانفي واحياناً العديد من المناطق الأخرى حيث ينتج كتل حبيبية في حالات نادرة، ويمكن ان تصيب البشر ايضاً، حيث يكون قاتلة دايماً، واستناداً إلى الدراسات التي اجريت على الخيول المصابه في فلوريدا، يرتبط الطفيلي مع بيئات المستنقعات. وهذه الديدان ثنائية المنزل حيث تم العثور على أعضاء من الإناث والذكور في افراد منفصلين. ولقد تم العثور على البيض واليرقات غير ناضجة في عينات الانسجة وهذه يدل ع وجود دورة انجاب لاجنسية، ولقد تم العثور على الذكور الاحياء حرة موجودة في بيئات التربة وهذه يدل على تكاثر جنسي يحدث ايضاً. ويعتقد ان الموقع الدخول الطفيليات يكون من خلال الفواصل في الجلد أو من خلال الاغشية المخاطية، وهذة النيماتود تتوزع الآن في جميع انحاء العالم حيث وجدت حالات التهابات في كندا وفلوريدا ومناطق الشمال الاوربي والخيول العربية على على حد سواء.

## المرادفات
Micronema deletrix و Halicephalobus deletrix

## علم التشكل المورفولوجيا
تحرير الاعضاء التناسلية في المرحلة الرابعة المتقدمة من H.gingivalis هو الرحم didelphys (الرحم المزدوج) والرحم البروفيليفيك (الرحم المعارض) والنهايات الطرفية من قرني الرحم المنعكس، الجزء الامامي واحد في الوسط، والجزء الخلفي واحد. يبلغ طول البالغين (234-460) ميكرومتر. عند البلوغ الجزئي يشكل الفرع الخلفي مبيضاً قصيراً في حين ان معظم الفرع الامامي يصبح قناه مدمجة للرحم. الدودة لها شكل مخروظي وغير متناسق أقصر من الجانب البطني.

## دورة الحياة والسكن
هذه الطفيلي الفصيلة التي لا تزال مراحلها غير واضحة وهو يعيش بنشاط في التربة وحول النباتات وغيرها من البيئات الغنية عضوياً بما في ذلك سماد عضوي وسماد الطبيعي

## انتشار العدوى
وفقاً لورقة نشرت عام 1997، فإن الديدان العصبية بشكل عام أكثر انتشاراً حيث تساعد العوامل البيئية وسوء الصوف الصحي في انتشار الطفيلي بين الإنسان والحيوانات، وقد سهل ذلك من خلال تحولات سكانية وتحسين النقل. غالباً لا يوجد اشخيص داء الديدان لانها غير مألوفة ولا يتوفر الاختبارات التشخيصية بسهولة. داء الديدان بشكل عام غير شائعة في الولايات المتحدة.

## الاثار على الصحة
H.gingivalis هي عدوى غير شائعة للغاية بين البشر ولكنها تسلب التهاب السحايا المميت عالميًا، يظهر هذا المرض بسبب زيادة كبيرة في تركيز اليوزينوفيلات في السائل الدماغ الشوكي. في الخيول (حيث تكون الطفيلي الأكثر دراسة) يكون عدوى الدماغ شائعاً ويليه الكليتين وتجويف الفم والانف والعقد الليمفاوية والرئتين والحبل الشوكي والغدة الكظرية بالإضافة إلى تقارير عن عدوى القلب والكبد والمعدة والعظم. تم ابلاغ عن حالة وفاة ثلاثية نادرة للغايه من هاليسيفالوبس في ويلز بعد رفض الكليتين، حيث تم زرع الكليتين المصابتين من رجل يعاني من تشرد وتناول الكحول المفرط الذي توفي في نهاية المطاف بسبب التهاب السحايا إلى اثنين مستقبلين. (اعتباراً من عام 2015 تم وصف ست حالات في البشر).

## العلاج
لم يتم العثور على جميع الاصابات العدوى البشرية المعروفة الا بعد الموت وكانت قاتله، ولم يعالجوا بأدوية مضادة للديدان (مثل الايفرميكتين والبزيحيدازول). في الحيوانات تكون هذة الادوية غير مفيدة في الغالب لانها لا تعبر الحاجز الدموي الدماغي.
لمزيد من الابحاث:-
عندما يحدث مرض عصبي، فإن تكون قاتله حيث لا يوجد اختبارات يمكن قيام بها لتحديد هذه الانواع وتطبيق العلاج الفعال يبدو ان هذه الديدان تطهر محلل عصبي ولكن دورة حياتها وطريقة العدوى و عوامل الخطر لم تفهم بعد بشكل واضح.

## التاريخ
وصف هذا الكائن في عام 1954 من قبل سيتفانسكي.